# Wedelheine
Wedelheine ist ein Ortsteil der Gemeinde Meine in Niedersachsen. Die Ortschaft hat etwa 850 Einwohner und ist Teil der Samtgemeinde Papenteich im Landkreis Gifhorn.

## Geografie

### Lage
Wedelheine befindet sich nur wenige Kilometer nördlich der Stadt Braunschweig an der niedersächsischen L321 sowie dem Mittellandkanal, welcher Wedelheine von Wedesbüttel trennt. Wedelheine bildet zusammen mit den Ortschaften Abbesbüttel, Bechtsbüttel, Meine, Wedesbüttel, Grassel, Gravenhorst und Ohnhorst die Gemeinde Meine. Nächstgelegene Mittelzentren sind Wolfsburg, Salzgitter, Wolfenbüttel, Braunschweig, Gifhorn, Peine und Celle.

### Nachbargemeinden
* Entfernungsangaben beziehen sich jeweils auf die Entfernung bis zum Ortszentrum.
|                       | Stadt Gifhorn (17 km)             |                     |  |                         |
| Ohnhorst (3 km)       | Wasbüttel (2 km)                  | Calberlah (6 km)    |  |                         |
| Gemeinde Meine (3 km) |                                   | Allenbüttel (2 km)  |  | Stadt Wolfsburg (23 km) |
| Vordorf (5 km)        |                                   | Wedesbüttel (200 m) |  |                         |
|                       |                                   |                     |  |                         |
|                       | Braunschweig Stadtzentrum (13 km) |                     |  |                         |

### Geologie
Wedelheine befindet sich im südöstlichen Teil der Hochfläche des Papenteich. In der Umgebung des Ortes wurde 2001 ein Wasserschutzgebiet eingerichtet. Das Grundwasservorkommen wird durch das Wasserwerk Wedelheine genutzt.

## Bevölkerung
| Jahr | Einwohner |  | Jahr | Einwohner |
| ---- | --------- |  | ---- | --------- |
| 1821 | 114       |  | 1950 | 397       |
| 1871 | 169       |  | 1961 | 321       |
| 1912 | 190       |  | 1970 | 358       |
| 1925 | 182       |  | 1980 | 450       |
| 1933 | 182       |  | 1990 | 631       |
| 1939 | 392       |  | 2000 | 818       |

Die Bevölkerungsentwicklung in historischer Zeit ist für Wedelheine unabhängig von der Gemeinde Meine belegt. Seit der Eingemeindung und der Gründung der Samtgemeinde 1974 wurde die Einwohnerentwicklung für den Ort Wedelheine von der Samtgemeinde Papenteich dokumentiert. Zum 31. Dezember 2006 hatte Wedelheine 866 Einwohner.

## Geschichte
Die erste urkundliche Erwähnung Wedelheines ist für das Jahr 1489 unter dem Namen „Wedelheym“ nachgewiesen. Der Ort lag früher direkt an der alten Poststraße von Braunschweig nach Hamburg. Die Straße lag noch 1775 direkt am östlichen Ortsrand.
Am 1. März 1974 wurde Wedelheine in die Gemeinde Meine eingegliedert.

## Kultur und Sehenswürdigkeiten

### Brauchtum
Am 31. Oktober, dem Reformationstag wird in Wedelheine auf der Streuobstwiese im Fuhlenriedeweg das traditionelle Apfelfest gefeiert. Es erinnert an den angeblichen Ausspruch Martin Luthers, dass "wenn Morgen die Welt unterginge, ich heute noch ein Apfelbäumchen pflanzen würde".

### Vereinswesen
Der Großteil der örtlichen Vereine sind gemeinschaftliche Organisationen mit den Dörfern Wedesbüttel und Martinsbüttel.
- 1. FC Wedelheine e. V. – Fußballclub
- SV Wedes-Wedel – Sportverein
- Schützenverein Germania
- Freiwillige Feuerwehr Wedesbüttel/Wedelheine
- Geschichts-, Kultur- und Heimatverein Wedesbüttel, Wedelheine und Martinsbüttel e. V.
- Junge Gesellschaft Pferdestall Wedes-Wedel e. V. (Betreiber des Jugendclub in Wedelheine)
- Realverband Wedelheine

### Veranstaltungsorte
Zur Förderung der Dorfgemeinschaft Wedesbüttel, Wedelheine und Martinsbüttel gibt es in Wedelheine Veranstaltungeinrichtungen, die teilweise durch Vereine, aber auch durch Freiwillige gepflegt und betrieben werden. Folgende Einrichtungen sind neben ihren Regelveranstaltungen auch durch die Öffentlichkeit nutz- und buchbar. Beispielsweise für Familienfeiern, Geburtstagsfeiern, Vereinsfeiern, Mitarbeiterevents, Weihnachtsfeiern, Schulveranstaltungen, Jahrgangsfeiern und vieles mehr.
- Grillhütte
- Jugendclub
- Dorfgemeinschaftshaus